# Philippe Senderos
Philippe Sylvain Senderos (Ginevra, 14 febbraio 1985) è un dirigente sportivo ed ex calciatore svizzero, di ruolo difensore.

## Caratteristiche
Difensore centrale fisicamente forte, molto abile nel colpo di testa e negli inserimenti in attacco in occasione dei calci piazzati. Spesso, però, incorre in infortuni che lo costringono in molte occasioni a rimanere lontano dai campi di gioco.

## Carriera

### Club
Nel dicembre 2002 ha firmato per l'Arsenal, rimanendo però a Ginevra fino alla fine della stagione. Il trasferimento è costato ai Gunners 2,5 milioni di sterline.
Durante la sua prima stagione all'Arsenal non ha disputato alcuna partita a causa di un infortunio. Ha esordito con la nuova maglia il 27 ottobre 2004 in League Cup a Manchester contro il Manchester City (2-1 per l'Arsenal). Nella stagione 2004-2005 ha giocato 13 partite in Premier League e ha anche debuttato in Champions League il 9 marzo 2005 ad Highbury nel ritorno degli ottavi di finale contro il Bayern Monaco (1-0 per i Gunners ma qualificazione per i tedeschi dopo il 3-1 dell'andata).
Nel 2005, per l'assenza di Sol Campbell a causa di un infortunio, ha guadagnato il posto di titolare nella difesa dell'Arsenal, mantenendolo anche dopo il rientro del compagno, disputando tra le altre partite anche la finale di FA Cup contro il Manchester United, vinta dai Gunners ai rigori.
Nella stagione 2005-2006 Senderos è diventato un punto di forza della difesa dell'Arsenal, con cui ha raggiunto la finale della Champions League 2005-2006, persa 2-1 contro il Barcellona, non disputata da Senderos per infortunio. In quella edizione della Champions League i londinesi non hanno subito gol per 10 partite consecutive, record per la massima competizione europea per club. Il 15 ottobre 2005 ha realizzato il primo gol con la maglia dell'Arsenal, siglando al 16º minuto l'unica rete dei londinesi in West Bromwich-Arsenal 2-1.
Nell'estate del 2006 Senderos ha scelto di indossare la maglia numero 6, appartenuta fino ad allora al capitano del Gunners Tony Adams. Tuttavia un altro infortunio alla spalla, occorsogli durante Germania 2006, gli ha impedito di iniziare la stagione 2006-2007 tra i titolari.
Il 2 agosto 2007 ha capitanato per la prima volta l'Arsenal durante il Torneo di Amsterdam contro la Lazio. Nella stagione 2007-2008 ha disputato 16 partite segnando due gol, uno contro il Sunderland (3-2) e uno contro il Blackburn (2-0).
Il 27 agosto 2008 il Milan ha trovato l'accordo per il passaggio del giocatore in prestito per un anno con diritto di riscatto da parte del club rossonero.
La scarsa condizione fisica al momento dell'arrivo a Milanello e soprattutto una lussazione a un dito del piede lo hanno tenuto lontano dal terreno di gioco all'inizio della stagione.
Ha giocato la sua prima partita ufficiale con la maglia del Milan il 6 novembre 2008, nella seconda giornata della fase a gironi della Coppa UEFA 2008-2009 a San Siro contro il Braga (1-0). Sempre a causa dei molteplici problemi fisici, il suo esordio in Serie A è avvenuto solo il 17 gennaio 2009, quando è subentrato a Beckham all'80º minuto di Milan-Fiorentina (1-0), anticipo della 19ª giornata della Serie A 2008-2009.
A fine stagione il Milan ha deciso di non riscattare il giocatore svizzero che è così ritornato all'Arsenal.
Dopo il ritorno a Londra ha giocato solo due partite di Coppa di Lega prima di essere ceduto in prestito dall'Arsenal all'Everton il 26 gennaio 2010. Ha esordito con l'Everton il 30 gennaio 2010 nella vittoria per 1-0 ottenuta in trasferta al DW Stadium conto il Wigan.
L'8 giugno 2010 Senderos si è trasferito al Fulham, firmando un contratto triennale. Il 10 agosto 2010, durante un allenamento, si è strappato il tendine d'Achille. È stato operato il giorno seguente in Finlandia ed è dovuto stare lontano dai campi per circa sei mesi. Ha disputato la prima partita con la maglia del Fulham il 30 aprile 2011 contro il Sunderland. Il 1º marzo 2013 ha prolungato il proprio contratto con il Fulham fino al giugno 2014.
Il 31 gennaio 2014 è passato al Valencia, con cui ha firmato un contratto semestrale con opzione per altre tre stagioni, e ha esordito con la squadra spagnola l'8 febbraio seguente nella partita di campionato casalinga contro il Betis Siviglia, vinta per 5-0. Il 13 marzo 2014, realizzando il gol del definitivo 3-0 nel ritorno degli ottavi di finale di Europa League 2013-2014 in casa del Ludogorets, ha segnato la prima rete con la maglia del Valencia che è stata anche la prima personale nelle competizioni europee. In totale nei 6 mesi trascorsi con la squadra spagnola ha giocato 11 partite realizzando un gol.
Il 5 giugno 2014 è stato ufficializzato il suo trasferimento a parametro zero all'Aston Villa, con cui ha firmato un contratto biennale a partire dal successivo 1º luglio, quando sarà scaduto il suo contratto con il Fulham.

### Nazionale
Senderos ha giocato in tutte le Nazionali giovanili della Svizzera, nonostante fosse potenzialmente convocabile sia dalla Serbia sia dalla Spagna per via della provenienza dei suoi genitori. È stato capitano della nazionale Under-17 vincitrice dell'Europeo di categoria nel 2002.
Ha esordito nella nazionale maggiore il 26 marzo 2005 a Parigi contro la Francia, partita valida per le qualificazioni al Mondiale 2006, conclusasi 0-0. Dopo aver disputato gran parte delle qualificazioni, è stato convocato per la fase finale del Mondiale 2006, in cui ha giocato 3 partite e segnato 1 gol contro la Corea del Sud. Nel segnare la rete si è fratturato il naso e successivamente si è lussato una spalla ed è così stato costretto a saltare la gara degli ottavi di finale contro l'Ucraina, nella quale la Svizzera è stata eliminata dopo i rigori: a fine Mondiale la Svizzera è risultata l'unica squadra del torneo a non subire reti nei tempi regolamentari e nei supplementari.
È stato tra i convocati di Köbi Kuhn per l'Europeo 2008 svoltosi in Austria e Svizzera, durante il quale ha disputato tutte e tre le partite della fase a gironi che ha visto la Svizzera eliminata dopo due sconfitte e una vittoria. È stato convocato per i Mondiali 2010 dal CT Ottmar Hitzfeld. Nel corso della prima partita della Svizzera contro la Spagna Senderos ha subito una distorsione alla caviglia destra ed è stato così costretto a saltare le rimanti partite della fase a gironi.

## Vita privata
Senderos è figlio di una serba (Zorica Novković) e di uno spagnolo (Julián Senderos) emigrati in Svizzera. Il 20 luglio 2009 ha sposato la sua fidanzata iraniana Sara. Senderos parla 5 lingue: inglese, francese, spagnolo, tedesco e italiano. Suo fratello Julien è stato un giocatore professionista di pallacanestro fino al 2011.

## Statistiche

### Presenze e reti nei club
| Stagione              | Squadra               | Campionato            | Campionato | Campionato | Coppe nazionali | Coppe nazionali | Coppe nazionali | Coppe europee | Coppe europee | Coppe europee | Altre coppe | Altre coppe | Altre coppe | Totale | Totale |
| Stagione              | Squadra               | Comp                  | Pres       | Reti       | Comp            | Pres            | Reti            | Comp          | Pres          | Reti          | Comp        | Pres        | Reti        | Pres   | Reti   |
| --------------------- | --------------------- | --------------------- | ---------- | ---------- | --------------- | --------------- | --------------- | ------------- | ------------- | ------------- | ----------- | ----------- | ----------- | ------ | ------ |
| 2001-2002             | Servette              | A                     | 3          | 0          | CS              | ?               | 0               | CU            | 0             | 0             | -           | -           | -           | 3+     | 0      |
| 2002-2003             | Servette              | A                     | 23         | 3          | CS              | ?               | 0               | CU            | 2             | 0             | -           | -           | -           | 25+    | 3      |
| Totale Servette       | Totale Servette       | Totale Servette       | 26         | 3          |                 | ?               | 0               |               | 2             | 0             |             | -           | -           | 28+    | 3      |
| 2003-2004             | Arsenal               | PL                    | 0          | 0          | FACup+CdL       | 0               | 0               | UCL           | 0             | 0             | CS          | 0           | 0           | 0      | 0      |
| 2004-2005             | Arsenal               | PL                    | 13         | 0          | FACup+CdL       | 6+3             | 0               | UCL           | 1             | 0             | CS          | 0           | 0           | 23     | 0      |
| 2005-2006             | Arsenal               | PL                    | 20         | 2          | FACup+CdL       | 2+5             | 0               | UCL           | 7             | 0             | CS          | 1           | 0           | 35     | 2      |
| 2006-2007             | Arsenal               | PL                    | 14         | 0          | FACup+CdL       | 4+5             | 0               | UCL           | 2             | 0             | -           | -           | -           | 25     | 0      |
| 2007-2008             | Arsenal               | PL                    | 17         | 2          | FACup+CdL       | 3+3             | 0               | UCL           | 9             | 0             | -           | -           | -           | 32     | 2      |
| 2008-2009             | Milan                 | A                     | 14         | 0          | CI              | 1               | 0               | CU            | 5             | 0             | -           | -           | -           | 20     | 0      |
| 2009-gen. 2010        | Arsenal               | PL                    | 0          | 0          | FACup+CdL       | 0+2             | 0               | UCL           | 0             | 0             | -           | -           | -           | 2      | 0      |
| Totale Arsenal        | Totale Arsenal        | Totale Arsenal        | 64         | 4          |                 | 33              | 0               |               | 19            | 0             |             | 1           | 0           | 117    | 4      |
| gen.-giu. 2010        | Everton               | PL                    | 2          | 0          | FACup+CdL       | 0               | 0               | UEL           | 1             | 0             | -           | -           | -           | 3      | 0      |
| 2010-2011             | Fulham                | PL                    | 3          | 0          | FACup+CdL       | 0               | 0               | -             | -             | -             | -           | -           | -           | 3      | 0      |
| 2011-2012             | Fulham                | PL                    | 21         | 1          | FACup+CdL       | 1+1             | 0               | UEL           | 5             | 0             | -           | -           | -           | 28     | 1      |
| 2012-2013             | Fulham                | PL                    | 21         | 0          | FACup+CdL       | 1+0             | 0               | -             | -             | -             | -           | -           | -           | 22     | 0      |
| 2013-gen. 2014        | Fulham                | PL                    | 12         | 1          | FACup+CdL       | 1+2             | 0               | -             | -             | -             | -           | -           | -           | 15     | 1      |
| Totale Fulham         | Totale Fulham         | Totale Fulham         | 57         | 2          |                 | 6               | 0               |               | 5             | 0             |             | -           | -           | 68     | 2      |
| gen.-giu. 2014        | Valencia              | PD                    | 8          | 0          | CR              | -               | -               | UEL           | 3             | 1             | -           | -           | -           | 11     | 1      |
| 2014-2015             | Aston Villa           | PL                    | 8          | 0          | FACup+CdL       | 0+1             | 0               |               | -             | -             | -           | -           | -           | 9      | 0      |
| 2015-gen. 2016        | Aston Villa           | PL                    | 0          | 0          | FACup+CdL       | 0+0             | 0+0             |               | -             | -             | -           | -           | -           | 0      | 0      |
| Totale Aston Villa    | Totale Aston Villa    | Totale Aston Villa    | 8          | 0          |                 | 1               | 0               |               | -             | -             |             | -           | -           | 9      | 0      |
| gen. 2016             | Grasshoppers          | SL                    | 0          | 0          | CS              | 0               | 0               |               | -             | -             | -           | -           | -           | 0      | 0      |
| 2016-2017             | Rangers               | SPL                   | 3          | 0          | CS+SLC          | 0               | 0               | -             | -             | -             | -           | -           | -           | 3      | 0      |
| 2017                  | Houston Dynamo        | MLS                   | 2+4        | 0          | -               | -               | -               | -             | -             | -             | -           | -           | -           | 6      | 0      |
| 2018                  | Houston Dynamo        | MLS                   | 8          | 4          | USOC            | 5               | 0               | -             | -             | -             | -           | -           | -           | 13     | 4      |
| Totale Houston Dynamo | Totale Houston Dynamo | Totale Houston Dynamo | 14         | 4          |                 | 5               | 0               |               | -             | -             |             | -           | -           | 19     | 4      |
| 2019-2020             | Chiasso               | ChL                   | 3          | 0          | CS              | 0               | 0               | -             | -             | -             | -           | -           | -           | 3      | 0      |
| Totale carriera       | Totale carriera       | Totale carriera       | 220        | 13         |                 | 48              | 0               |               | 35            | 1             |             | 1           | 0           | 304    | 14     |

### Presenze e reti in nazionale
| Cronologia completa delle presenze e delle reti in nazionale ― Svizzera | Cronologia completa delle presenze e delle reti in nazionale ― Svizzera | Cronologia completa delle presenze e delle reti in nazionale ― Svizzera | Cronologia completa delle presenze e delle reti in nazionale ― Svizzera | Cronologia completa delle presenze e delle reti in nazionale ― Svizzera | Cronologia completa delle presenze e delle reti in nazionale ― Svizzera | Cronologia completa delle presenze e delle reti in nazionale ― Svizzera | Cronologia completa delle presenze e delle reti in nazionale ― Svizzera |
| Data                                                                    | Città                                                                   | In casa                                                                 | Risultato                                                               | Ospiti                                                                  | Competizione                                                            | Reti                                                                    | Note                                                                    |
| ----------------------------------------------------------------------- | ----------------------------------------------------------------------- | ----------------------------------------------------------------------- | ----------------------------------------------------------------------- | ----------------------------------------------------------------------- | ----------------------------------------------------------------------- | ----------------------------------------------------------------------- | ----------------------------------------------------------------------- |
| 26-3-2005                                                               | Saint-Denis                                                             | Francia                                                                 | 0 – 0                                                                   | Svizzera                                                                | Qual. Mondiali 2006                                                     | -                                                                       |                                                                         |
| 30-3-2005                                                               | Zurigo                                                                  | Svizzera                                                                | 1 – 0                                                                   | Cipro                                                                   | Qual. Mondiali 2006                                                     | -                                                                       |                                                                         |
| 17-8-2005                                                               | Oslo                                                                    | Norvegia                                                                | 0 – 2                                                                   | Svizzera                                                                | Amichevole                                                              | -                                                                       |                                                                         |
| 3-9-2005                                                                | Basilea                                                                 | Svizzera                                                                | 1 – 0                                                                   | Israele                                                                 | Qual. Mondiali 2006                                                     | -                                                                       |                                                                         |
| 7-9-2005                                                                | Strovolos                                                               | Cipro                                                                   | 1 – 3                                                                   | Svizzera                                                                | Qual. Mondiali 2006                                                     | 1                                                                       |                                                                         |
| 8-10-2005                                                               | Berna                                                                   | Svizzera                                                                | 1 – 1                                                                   | Francia                                                                 | Qual. Mondiali 2006                                                     | -                                                                       |                                                                         |
| 12-10-2005                                                              | Dublino                                                                 | Irlanda                                                                 | 0 – 0                                                                   | Svizzera                                                                | Qual. Mondiali 2006                                                     | -                                                                       |                                                                         |
| 12-11-2005                                                              | Berna                                                                   | Svizzera                                                                | 2 – 0                                                                   | Turchia                                                                 | Qual. Mondiali 2006                                                     | 1                                                                       |                                                                         |
| 16-11-2005                                                              | Istanbul                                                                | Turchia                                                                 | 4 – 2                                                                   | Svizzera                                                                | Qual. Mondiali 2006                                                     | -                                                                       |                                                                         |
| 1-3-2006                                                                | Glasgow                                                                 | Scozia                                                                  | 1 – 3                                                                   | Svizzera                                                                | Amichevole                                                              | -                                                                       |                                                                         |
| 27-5-2006                                                               | Basilea                                                                 | Svizzera                                                                | 1 – 1                                                                   | Costa d'Avorio                                                          | Amichevole                                                              | -                                                                       |                                                                         |
| 31-5-2006                                                               | Ginevra                                                                 | Svizzera                                                                | 1 – 1                                                                   | Italia                                                                  | Amichevole                                                              | -                                                                       |                                                                         |
| 13-6-2006                                                               | Stoccarda                                                               | Francia                                                                 | 0 – 0                                                                   | Svizzera                                                                | Mondiali 2006 - 1º turno                                                | -                                                                       |                                                                         |
| 19-6-2006                                                               | Dortmund                                                                | Togo                                                                    | 0 – 2                                                                   | Svizzera                                                                | Mondiali 2006 - 1º turno                                                | -                                                                       |                                                                         |
| 23-6-2006                                                               | Hannover                                                                | Svizzera                                                                | 2 – 0                                                                   | Corea del Sud                                                           | Mondiali 2006 - 1º turno                                                | 1                                                                       |                                                                         |
| 15-11-2006                                                              | Basilea                                                                 | Svizzera                                                                | 1 – 2                                                                   | Brasile                                                                 | Amichevole                                                              | -                                                                       |                                                                         |
| 7-2-2007                                                                | Düsseldorf                                                              | Germania                                                                | 3 – 1                                                                   | Svizzera                                                                | Amichevole                                                              | -                                                                       |                                                                         |
| 22-3-2007                                                               | Fort Lauderdale                                                         | Giamaica                                                                | 0 – 2                                                                   | Svizzera                                                                | Amichevole                                                              | -                                                                       |                                                                         |
| 25-3-2007                                                               | Miami                                                                   | Colombia                                                                | 3 – 1                                                                   | Svizzera                                                                | Amichevole                                                              | -                                                                       |                                                                         |
| 2-6-2007                                                                | Basilea                                                                 | Svizzera                                                                | 1 – 1                                                                   | Argentina                                                               | Amichevole                                                              | -                                                                       |                                                                         |
| 22-8-2007                                                               | Ginevra                                                                 | Svizzera                                                                | 2 – 1                                                                   | Paesi Bassi                                                             | Amichevole                                                              | -                                                                       |                                                                         |
| 7-9-2007                                                                | Vienna                                                                  | Svizzera                                                                | 2 – 1                                                                   | Cile                                                                    | Amichevole                                                              | -                                                                       |                                                                         |
| 11-9-2007                                                               | Klagenfurt                                                              | Svizzera                                                                | 3 – 4                                                                   | Giappone                                                                | Amichevole                                                              | -                                                                       |                                                                         |
| 13-10-2007                                                              | Zurigo                                                                  | Svizzera                                                                | 3 – 1                                                                   | Austria                                                                 | Amichevole                                                              | -                                                                       |                                                                         |
| 6-2-2008                                                                | Londra                                                                  | Inghilterra                                                             | 2 – 1                                                                   | Svizzera                                                                | Amichevole                                                              | -                                                                       |                                                                         |
| 26-3-2008                                                               | Basilea                                                                 | Svizzera                                                                | 0 – 4                                                                   | Germania                                                                | Amichevole                                                              | -                                                                       |                                                                         |
| 24-5-2008                                                               | Lugano                                                                  | Svizzera                                                                | 2 – 0                                                                   | Slovacchia                                                              | Amichevole                                                              | -                                                                       |                                                                         |
| 30-5-2008                                                               | San Gallo                                                               | Svizzera                                                                | 3 – 0                                                                   | Liechtenstein                                                           | Amichevole                                                              | -                                                                       |                                                                         |
| 7-6-2008                                                                | Basilea                                                                 | Svizzera                                                                | 0 – 1                                                                   | Rep. Ceca                                                               | Euro 2008 - 1º turno                                                    | -                                                                       |                                                                         |
| 11-6-2008                                                               | Basilea                                                                 | Svizzera                                                                | 1 – 2                                                                   | Turchia                                                                 | Euro 2008 - 1º turno                                                    | -                                                                       |                                                                         |
| 15-6-2008                                                               | Basilea                                                                 | Svizzera                                                                | 2 – 0                                                                   | Portogallo                                                              | Euro 2008 - 1º turno                                                    | -                                                                       |                                                                         |
| 11-2-2009                                                               | Ginevra                                                                 | Svizzera                                                                | 1 – 1                                                                   | Bulgaria                                                                | Amichevole                                                              | -                                                                       |                                                                         |
| 28-3-2009                                                               | Chișinău                                                                | Moldavia                                                                | 0 – 2                                                                   | Svizzera                                                                | Qual. Mondiali 2010                                                     | -                                                                       |                                                                         |
| 1-4-2009                                                                | Ginevra                                                                 | Svizzera                                                                | 2 – 0                                                                   | Moldavia                                                                | Qual. Mondiali 2010                                                     | -                                                                       |                                                                         |
| 12-8-2009                                                               | Basilea                                                                 | Svizzera                                                                | 0 – 0                                                                   | Italia                                                                  | Amichevole                                                              | -                                                                       |                                                                         |
| 10-10-2009                                                              | Lussemburgo                                                             | Lussemburgo                                                             | 0 – 3                                                                   | Svizzera                                                                | Qual. Mondiali 2010                                                     | 2                                                                       |                                                                         |
| 14-10-2009                                                              | Basilea                                                                 | Svizzera                                                                | 0 – 0                                                                   | Israele                                                                 | Qual. Mondiali 2010                                                     | -                                                                       |                                                                         |
| 14-11-2009                                                              | Ginevra                                                                 | Svizzera                                                                | 0 – 1                                                                   | Norvegia                                                                | Amichevole                                                              | -                                                                       |                                                                         |
| 1-6-2010                                                                | Sion                                                                    | Svizzera                                                                | 0 – 1                                                                   | Costa Rica                                                              | Amichevole                                                              | -                                                                       |                                                                         |
| 5-6-2010                                                                | Ginevra                                                                 | Svizzera                                                                | 1 – 1                                                                   | Italia                                                                  | Amichevole                                                              | -                                                                       |                                                                         |
| 16-6-2010                                                               | Durban                                                                  | Spagna                                                                  | 0 – 1                                                                   | Svizzera                                                                | Mondiali 2010 - 1º turno                                                | -                                                                       |                                                                         |
| 4-6-2011                                                                | Londra                                                                  | Inghilterra                                                             | 2 – 2                                                                   | Svizzera                                                                | Qual. Euro 2012                                                         | -                                                                       |                                                                         |
| 10-8-2011                                                               | Vaduz                                                                   | Liechtenstein                                                           | 1 – 2                                                                   | Svizzera                                                                | Amichevole                                                              | -                                                                       |                                                                         |
| 6-9-2011                                                                | Basilea                                                                 | Svizzera                                                                | 3 – 1                                                                   | Bulgaria                                                                | Qual. Euro 2012                                                         | -                                                                       |                                                                         |
| 29-2-2012                                                               | Berna                                                                   | Svizzera                                                                | 1 – 3                                                                   | Argentina                                                               | Amichevole                                                              | -                                                                       |                                                                         |
| 26-5-2012                                                               | Basilea                                                                 | Svizzera                                                                | 5 – 3                                                                   | Germania                                                                | Amichevole                                                              | -                                                                       |                                                                         |
| 30-5-2012                                                               | Lucerna                                                                 | Svizzera                                                                | 0 – 1                                                                   | Romania                                                                 | Amichevole                                                              | -                                                                       |                                                                         |
| 23-3-2013                                                               | Strovolos                                                               | Cipro                                                                   | 0 – 0                                                                   | Svizzera                                                                | Qual. Mondiali 2014                                                     | -                                                                       |                                                                         |
| 14-8-2013                                                               | Basilea                                                                 | Svizzera                                                                | 1 – 0                                                                   | Brasile                                                                 | Amichevole                                                              | -                                                                       |                                                                         |
| 10-9-2013                                                               | Oslo                                                                    | Norvegia                                                                | 0 – 2                                                                   | Svizzera                                                                | Qual. Mondiali 2014                                                     | -                                                                       |                                                                         |
| 15-10-2013                                                              | Berna                                                                   | Svizzera                                                                | 1 – 0                                                                   | Slovenia                                                                | Qual. Mondiali 2014                                                     | -                                                                       |                                                                         |
| 15-11-2013                                                              | Seul                                                                    | Corea del Sud                                                           | 2 – 1                                                                   | Svizzera                                                                | Amichevole                                                              | -                                                                       |                                                                         |
| 30-5-2014                                                               | Lucerna                                                                 | Svizzera                                                                | 1 – 0                                                                   | Giamaica                                                                | Amichevole                                                              | -                                                                       |                                                                         |
| 20-6-2014                                                               | Salvador                                                                | Svizzera                                                                | 2 – 5                                                                   | Francia                                                                 | Mondiali 2014 - 1º turno                                                | -                                                                       |                                                                         |
| 9-10-2014                                                               | Lubiana                                                                 | Slovenia                                                                | 1 – 0                                                                   | Svizzera                                                                | Qual. Euro 2016                                                         | -                                                                       | 70’                                                                     |
| 29-3-2016                                                               | Zurigo                                                                  | Svizzera                                                                | 0 – 2                                                                   | Bosnia ed Erzegovina                                                    | Amichevole                                                              | -                                                                       |                                                                         |
| 28-5-2016                                                               | Carouge                                                                 | Svizzera                                                                | 1 – 2                                                                   | Belgio                                                                  | Amichevole                                                              | -                                                                       | 63’                                                                     |
| Totale                                                                  |                                                                         | Presenze                                                                | 57                                                                      |                                                                         | Reti                                                                    | 5                                                                       |                                                                         |

## Palmarès
- Community Shield: 1

Arsenal: 2004
- Coppa d'Inghilterra: 1

Arsenal: 2004-2005
- Lamar Hunt U.S. Open Cup: 1

Houston Dynamo: 2018